# Лімська фондова біржа
Лімська фондова біржа (ісп. Bolsa de Valores de Lima, BVL) - фондова біржа Перу, розташована в столиці Ліма. Має кілька індексів. Загальний індекс - Índice General de la Bolsa de Valores de Lima (SPBLPGPT) - це зважений за вартістю індекс, який відстежує показники акцій, які належать найбільшим компаніям та якими найчастіше торгують на Лімській біржі.
Іншими індексами є S&P/BVL Peru Select та S&P/BVL Lima 25.
Лімська фондова біржа є членом Ініціативи зі сталого розвитку фондових бірж
Сектори на Лімській фондовій біржі:
- Сектор сільського господарства
- Сектор банків та фінансів
- Диверсифікований сектор
- Сектор промисловості
- Сектор гірничодобувної промисловості
- Сектор послуг